# Marvin Graf
Marvin Graf (Suiza, 17 de agosto de 1995) es un futbolista suizo de origen sudafricano. Juega de delantero y su actual equipo es el FC Wohlen de la Challenge League.

## Selección
Ha sido internacional con la Selección Sub-17 y Sub-19 de Suiza en 4 ocasiones anotando 1 gol.

## Clubes
| Club                  | País  | Año           |
| --------------------- | ----- | ------------- |
| FC Zürich (Juveniles) | Suiza | 2011-2015     |
| FC Wohlen             | Suiza | 2015-presente |